# Red Bull Bragantino II
Il Red Bull Bragantino II, precedentemente noto come Red Bull Brasil, è stato una società calcistica brasiliana con sede nella città di Bragança Paulista, nello stato di San Paolo. Ha militato nel campionato paulista di calcio e nel 2015 e nel 2017 è anche riuscito a qualificarsi al campionato brasiliano.
È stato fondato il 19 novembre 2007 da Red Bull come Red Bull Brasil. Nato con l'obiettivo di raggiungere il Brasileirão, non è riuscito nel suo intento. Nel 2019, a seguito dell'acquisizione da parte di Red Bull del Bragantino, ne è diventata la seconda squadra, assumendo la denominazione di Red Bull Bragantino II nel 2023. Si è sciolto al termine della stagione 2024.

## Storia
Il club è stato fondato il 19 novembre del 2007 da Red Bull, con l'obiettivo di scalare la piramide del calcio brasiliano fino ad arrivare al Brasileirão. Ha fatto il suo debutto il 20 aprile 2008 in Série B, il quinto livello del campionato paulista, classificandosi al quinto posto.
Nel 2009 milita nuovamente in Série B, ma a fine anno riesce ad aggiudicarsi la vittoria del campionato e a ottenere la promozione in Série A3. Nel 2010 si aggiudica la sua seconda promozione consecutiva, vincendo la Série A3 e passando così in Série A2. Nello stesso anno raggiunge la finale della Copa Paulista, la principale coppa statale dello stato di San Paolo.
Nel corso della prima fase della stagione 2011, la squadra ottiene 8 vittorie, 4 pareggi e 6 sconfitte, classificandosi al quinto posto. Nonostante un buon recupero nella seconda fase, non è riuscita a raggiungere la terza promozione consecutiva. In Copa Paulista viene eliminata ai quarti di finale. Nel 2012 si classifica al terzo posto nella prima fase della Série A2, ma ancora una volta non riesce a guadagnarsi la promozione. Stesso esito avverrà anche nel 2013.
Nel 2014 si classifica al secondo posto della Série A2, garantendosi così la promozione nella Série A1, il massimo livello del campionato paulista di calcio. Fa il suo debutto l'anno successivo classificandosi al 6° posto finale. Questo ha permesso alla squadra di qualificarsi alla Série D brasiliana, accedendo così per la prima volta nella sua storia ad un campionato nazionale.
Nello stesso anno fa quindi il suo debutto in Série D, non riuscendo però a qualificarsi alla fase successiva. Debutta anche in Coppa del Brasile, ma viene eliminata al primo turno. Nel 2016 ha partecipato nuovamente alla Série A1 paulista, ma si è classificata al 7º posto e non è riuscita a qualificarsi nuovamente al campionato nazionale.
Nel 2017 la squadra disputa una stagione molto sotto le attese. In Série A1 si classifica appena 13°, ma si qualifica comunque alla Série D, dove concluderà 44°. La stagione 2018 si rivela nuovamente deludente, con il 12° posto in Série A1 e la mancata qualificazione alle competizioni nazionali.
Nel 2020, a seguito degli scarsi risultati ottenuti nelle stagioni precedenti, la Red Bull ha acquisito il Bragantino, squadra neopromossa nel Brasileirão, rinominandola Red Bull Bragantino. Per questo motivo il Red Bull Brasil è stato declassato al ruolo di squadra B del Red Bull Bragantino e retrocesso d'ufficio in Série A2 (secondo il regolamento della FPF, infatti, due squadre controllate dalla stessa proprietà non possono competere nello stesso campionato).
Nel 2022 la squadra, ormai declassata nelle gerarchie della Red Bull, è retrocessa in Série A3. Il 16 gennaio 2023 è stata rinominata Red Bull Bragantino II, per riflettere il suo status di squadra riserve del Red Bull Bragantino. Nel 2024 si è qualificata ai play-off per la promozione in Série A2, ma è stata eliminata al primo turno dal Grêmio Prudente.
Il 6 novembre 2024 la squadra ha annunciato l'intenzione di ritirarsi per due anni da tutti i campionati organizzati dalla federazione calcistica paulista a causa di alcuni problemi riguardanti il trasferimento di calciatori dal club al Red Bull Bragantino. Nello stesso comunicato la dirigenza ha annunciato che fosse allo studio la possibilità di sciogliere definitivamente la squadra B.

## Allenatori e presidenti
| Allenatori - 2008 Paulo Sérgio - 2008-2009 Ricardo Pinto - 2009 José Luis Fernandes - 2009 Jair Picerni - 2010-2011 Márcio Fernandes - 2011-2012 Luciano Dias - 2012-2013 Argel Fuchs - 2014-2016 Maurício Barbieri - 2017 Alberto Valentim - 2017 Silas Pereira - 2017-2018 Ricardo Catalá - 2018-2019 Antônio Carlos Zago - 2020-2022 Vinicius Munhoz - 2023 Fábio Matias - 2024 Juninho - 2024 Fernando Seabra - 2024 Maurício Souza | Presidenti - 2007-2009 Stefan Kozak - 2009-2013 Pedro Francisco Prezenço Navio - 2014-2017 Rodolfo Kussarev |

## Palmarès

### Competizioni statali
- Campeonato Paulista Série A3: 1

2010
- Campeonato Paulista Segunda Divisão: 1

2009

### Altri piazzamenti
- Campeonato Paulista Série A2:

Secondo posto: 2014

## Organico

### Rosa 2018
| N. |                    | Ruolo | Calciatore       |
| -- | ------------------ | ----- | ---------------- |
|    | Brasile (bandiera) | P     | Carlos Miguel    |
|    | Brasile (bandiera) | P     | Juninho          |
|    | Brasile (bandiera) | P     | Luiz Fernando    |
|    | Brasile (bandiera) | P     | Rafael Sandes    |
|    | Brasile (bandiera) | D     | Anderson Luís    |
|    | Brasile (bandiera) | D     | Anderson Marques |
|    | Brasile (bandiera) | D     | Bernardo         |
|    | Brasile (bandiera) | D     | Fabiano Eller    |
|    | Brasile (bandiera) | D     | Gerson           |
|    | Brasile (bandiera) | D     | Mizael           |
|    | Brasile (bandiera) | D     | Renan            |
|    | Brasile (bandiera) | D     | Romário          |
|    | Brasile (bandiera) | D     | Ronaldo          |
|    | Brasile (bandiera) | C     | Andrade          |
|    | Brasile (bandiera) | C     | Allan Dias       |
|    | Brasile (bandiera) | C     | Bruno Formigoni  |

| N. |                    | Ruolo | Calciatore   |
| -- | ------------------ | ----- | ------------ |
|    | Brasile (bandiera) | C     | Danilo       |
|    | Brasile (bandiera) | C     | Dinélson     |
|    | Brasile (bandiera) | C     | Éder         |
|    | Brasile (bandiera) | C     | Mayaro       |
|    | Brasile (bandiera) | C     | Robson       |
|    | Brasile (bandiera) | A     | Bruno Moraes |
|    | Brasile (bandiera) | A     | Bruno Paulo  |
|    | Brasile (bandiera) | A     | Careca       |
|    | Brasile (bandiera) | A     | Henan        |
|    | Brasile (bandiera) | A     | Leandro Love |
|    | Brasile (bandiera) | A     | Pipico       |
|    | Brasile (bandiera) | A     | Pottker      |
|    | Brasile (bandiera) | A     | Raul         |
|    | Brasile (bandiera) | A     | Villela      |
|    | Brasile (bandiera) | C     | Thomaz       |